# Evolúció (film, 2001)
Az Evolúció (eredeti címe: Evolution) 2001-ben bemutatott amerikai sci-fi filmvígjáték, amelyet Ivan Reitman rendezett. A főszerepekben David Duchovny, Orlando Jones, Seann William Scott, Julianne Moore és Ted Levine láthatóak.
2001. június 8-án mutatták be az Egyesült Államokban. A film alapján egy rövid életű rajzfilmsorozat is készült, Alienators: Evolution Continues címmel.

## Cselekmény
A főszerepben Ira Kane professzor (Duchovny) és Harry Block geológus (Jones) állnak, akik egy meteorbecsapódást vizsgálnak Arizonában. Felfedezik, hogy a meteor földön kívüli életformákat tartalmaz, amelyek rettentő gyorsan hatalmas, fenyegető lényekké változnak.

## Szereplők
| Színész             | Szerep                            | Magyar hang     |
| ------------------- | --------------------------------- | --------------- |
| David Duchovny      | Dr. Ira Kane nyugalmazott ezredes | Rékasi Károly   |
| Julianne Moore      | Dr. Allison Reed                  | Ráckevei Anna   |
| Orlando Jones       | Harry Phineas Block professzor    | Kálid Artúr     |
| Seann William Scott | Wayne Grey                        | Holl Nándor     |
| Ted Levine          | Russell Woodman tábornok          | Kristóf Tibor   |
| Ethan Suplee        | Deke Donald                       | F. Nagy Zoltán  |
| Michael Bower       | Danny Donald                      | F. Nagy Zoltán  |
| Pat Kilbane         | Sam Johnson rendőrtiszt           | Forró István    |
| Ty Burrell          | Flemming ezredes                  | Rosta Sándor    |
| Dan Aykroyd         | Lewis kormányzó                   | Szakácsi Sándor |
| Katharine Towne     | Nadine                            | Mics Ildikó     |
| Gregory Itzin       | Barry Cartwright                  | Uri István      |
| Ashley Clark        | Cryer hadnagy                     | Breyer Zoltán   |
| Stephanie Hodge     | Jill Mason                        |                 |
| Kyle Gass           | Drake rendőrtiszt                 | Kajtár Róbert   |
| Sarah Silverman     | Denise                            | Simonyi Piroska |
| Jerry Trainor       | Tommy                             | Petrik Péter    |
| Miriam Flynn        | Grace                             | Pálos Zsuzsa    |
| Steven Gilborn      | Guilder bíró                      | Gruber Hugó     |
| Richard Moll        | tűzvédelmi oktató                 | Végh Ferenc     |
| Mary Pat Gleason    | vásárló                           |                 |
| John Cho            | diák                              |                 |

## Megjelenés
2001. december 26-án jelent meg VHS-en és DVD-n.

## Kritikai visszhang
A Rotten Tomatoes oldalán 43%-os eredménnyel rendelkezik, és 4.94 pontot szerzett a tízből. A Metacritic
oldalán 40 pontot szerzett a százból, 32 kritika alapján. A CinemaScore oldalán átlagos minősítést szerzett.
Roger Ebert, a Chicago Sun-Times kritikusa 2.5 csillagot adott a filmre a négyből. Kritikája szerint "nem jó, de közel sem olyan rossz, mint a legtöbb új vígjáték; vannak vicces pillanatai, de ugyanakkor több valódi lehetőséget is kihagyott." A Variety magazin kritikusa, Todd McCarthy "szórakoztatónak" nevezte.

## Televíziós sorozat
A film alapján egy rajzfilmsorozat is készült Alienators: Evolution Continues címmel, amelyet a Fox Kids vetített 2001-től 2002-ig.